# 223 a. C.
El año 223 a. C. fue un año del calendario romano prejuliano. En el Imperio romano se conocía como el año 531 ab urbe condita.

## Acontecimientos
- Consulados de Cayo Flaminio y Publio Furio Filo en la Antigua Roma.[1]
- Derrumbamiento del Coloso de Rodas debido a un terremoto.
- Antíoco III el Grande sucede a su hermano Seleuco III, asesinado por uno de sus oficiales mientras luchaba contra Átalo I, en el gobierno del Imperio seléucida.

## Fallecimientos
- Seleuco III, soberano del Imperio seleúcida.